# Eldon Chance
Eldon Chance est un personnage de fiction éponyme créé par Kem Nunn dans la série américaine Chance en 2016 et interprété par l'acteur anglais Hugh Laurie.